# 路納利羅
路納利羅一世（Lunalilo I，1835年1月31日—1874年2月3日），夏威夷王國卡萊瑪瑪胡王朝（Kalaimamahu Dynasty）國王（1873年1月8日－1874年2月3日）。原名威廉·查理·路納利羅（William Charles Lunalilo）。他是夏威夷歷史上最開明的君主，也是在位時間最短的一位國王。

## 早年
路納利羅於1835年1月31日出生於檀香山地區的波胡凱納（Pohukaina），其母為高級酋長米利安·奧希阿·基考羅希（Miriam Auhea Kekauluohi，後稱卡胡馬努三世（Kaʻahuman III）），其父為高級酋長查理·卡奈納（Charles Kanaʻina）。路納利羅與卡美哈梅哈一世有血緣關係， 也是卡美哈梅哈四世和五世的表親。路納利羅名字中，「路納（Luna）」是「高（high）」的意思，「利羅（Lilo）」是「消失（Lost）」的意思，在夏威夷語中意為「太高以至於無法望見（So high up as to be lost to sight）」。根據卡美哈梅哈三世國王制定的法律，路納利羅被當作王位的合法繼承人之一，送往由傳教士阿莫斯·斯塔·庫克（Amos Starr Cooke）和朱麗·蒙塔奇·庫克（Juliette Montague Cooke）所建立的酋長子弟學校（後改稱皇家學校）就讀。

## 音樂
路納利羅擅長音樂創作。1860年，他創作了夏威夷歷史上的第一首國歌「神佑吾王」。
相傳他僅用了20分鐘就創作完成了，並得到了卡美哈梅哈四世授予的10夏威夷元的獎金。

## 向王室求婚
路納利羅曾經與自己的表妹維多利亞·卡瑪瑪魯公主（Princess Victoria Kamāmalu）訂婚，然而後來他們都拒絕了這個婚約。後來，路納利羅又向利留卡拉尼求婚，這樣，他們的子女就能成為卡美哈梅哈王朝的王族。利留卡拉尼徵求卡美哈梅哈四世的意見。卡美哈梅哈四世稱，如果利留卡拉尼是自己的女兒，他不會這個求婚；但是如果他們兩廂情願，他將不會反對，而會建議他們的結合。利留卡拉尼聽從了卡美哈梅哈四世的建議，拒絕了路納利羅的求婚。最後，利留卡拉尼嫁給了美國人約翰·歐文·多明尼斯。維多利亞·卡瑪瑪魯終生未婚，於1866年逝世，年僅27歲。路納利羅最終也保持了單身。

## 選舉

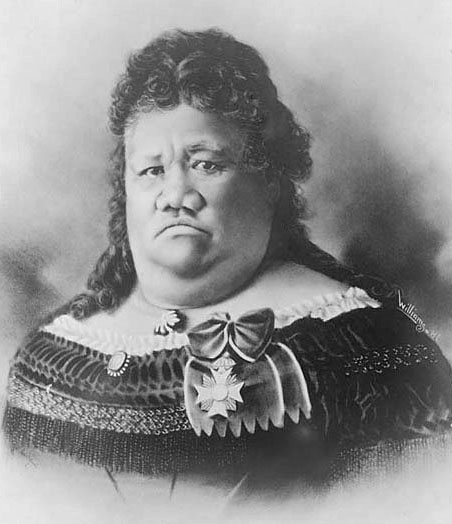
國王候選人之一露絲·基利柯拉尼公主

1872年12月11日，夏威夷國王卡美哈梅哈五世病逝，並未指定繼承人。根據王國1864年憲法規定，如果國王生前沒有指定王位繼承人，將由立法院選舉產生新國王，以延續王統的存在。三位候選人分別是威廉·路納利羅、大衛·卡拉卡瓦、露絲·基利柯拉尼公主（Princess Ruth Keʻelikōlani）。普遍認為路納利羅是最受歡迎的一名候選人。其祖父卡萊瑪瑪胡王子（Prince Kalaimamahu）是卡美哈梅哈一世的同父異母弟，祖母卡黑黑麥勒王后（Queen Kaheiheimaile）為卡美哈梅哈一世最寵倖的妻子卡胡馬努（Queen Kaʻahumanu）的妹妹。很少人與卡美哈梅哈五世有較親近的血緣關係，而與先王最為親近的伯奈斯·帕瓦希·比夏公主（Princess Bernice Pauahi Bishop）聲明自己不會出任國王，因此許多人認為路納利羅會繼承王位。另一位候選人露絲·基利柯拉尼是先王的同父異母妹。她是時任的夏威夷總督，堅持遵循一切夏威夷的傳統。雖然英語說得相當流利，但她拒絕在公眾場合說英語。但是因為她的血統頗有爭議，很少人認為她能夠當選。卡拉卡瓦與路納利羅兩人之間，路納利羅以其親民形象更受民眾歡迎。有些人甚至認為如果路納利羅當選為國王，他會簡單地步行進入首都宣告自己的勝利。路納利羅則許諾不會修改1864年憲法。在公佈卡美哈梅哈五世死訊的第六天，路納利羅發表了下述公告：
「鑒於夏威夷民眾投票選舉王位繼承人的渴望，僅管根據王位繼承問題的相關法律，本人系王位的合法繼承人，但為了維護和平與治安，本人希望實踐自己對民眾的承諾。」
路納利羅與其保守派的競爭對手卡拉卡瓦不同。他希望改進憲法，移除憲法中不合理的「以財產多少來衡量選舉資格」的法令，使政府更加民主，更多民眾擁有參加選舉的權利。這決定了是否能夠進行全民投票選舉，使政府聽到民眾的聲音。但是憲法僅給予了立法院選舉下一任國王的權力，全民投票可能會使國家陷入無政府狀態。路納利羅仍舊敦促王國政府進行全民投票。
1873年1月1日，全民投票開始，路納利羅以壓倒性的優勢獲勝。一週以後，立法院全票通過了選舉路納利羅為新國王的決議。據推測，所有立法院的官員被要求在選票上寫上路納利羅的名字，最後導致了他的全票當選，因為立法院不敢違背民眾的願望。艾瑪王后（Queen Emma）在後來的一封信中說，如果誰敢反對路納利羅，成千上萬的夏威夷人將會把他撕成碎片。
路納利羅的加冕典禮於1873年1月9日在卡瓦雅豪教堂（Kawaiahaʻo Church）舉行。院子裏擠滿了大量支持者，院子外也有一大群人圍觀。路納利是以以選舉君主制的方式當選國王，因此被稱為「民眾的國王」。

## 即位為王
路納利羅執掌政權之後，開始對王國的政權進行大刀闊斧的改革。先王卡美哈梅哈五世在位期間擴大了國王的實權，希望恢復卡美哈梅哈一世時期國王的絕對權威。路納利羅在位期間則致力於使夏威夷變得更加民主。他開始寫信給立法院，建議修改憲法。他希望撤銷先王在通過1864年憲法時對王國原有法律作出的一些更改。
例如，1864年以前，夏威夷王國的立法機關分為貴族院和眾議院。貴族院議員由國王指定，眾議院議員則由民眾選出。路納利羅於1863年至1872年期間曾在貴族院任職。卡美哈梅哈五世在位期間，貴族院與眾議院被合併為立法院。路納利羅希望恢復兩個議會的制度。他同時希望在憲法中增加一個條款，要求國王對上書彈劾國王的民眾持包容態度。他也希望內閣大臣能夠在眾議院中旁聽。
路納利羅國王也希望能夠改善夏威夷的經濟狀況。當時，隨著捕鯨業的迅速衰退，夏威夷經濟收入持續下滑。一些貿易公司建議國王通過糖業振興經濟，建議與美國簽訂協議，使夏威夷出口到美國的糖免關稅。許多人認為王國政府會將珍珠港贈予美國作為交換，因此在民間與立法院中都引發了一場大論戰。國王聽到了反對的聲音後，放棄了這項計畫。
國王在位期間，夏威夷軍隊發生了一次嘩變。一些軍人反叛了他們的教官和指揮官。國王來到嘩變的軍隊中，成功說服了他們放下武器。隨後國王解散了軍隊。此後的一段時間裏，夏威夷沒有軍隊，直到卡拉卡瓦即位之後才被重新組建起來。

## 染病及逝世

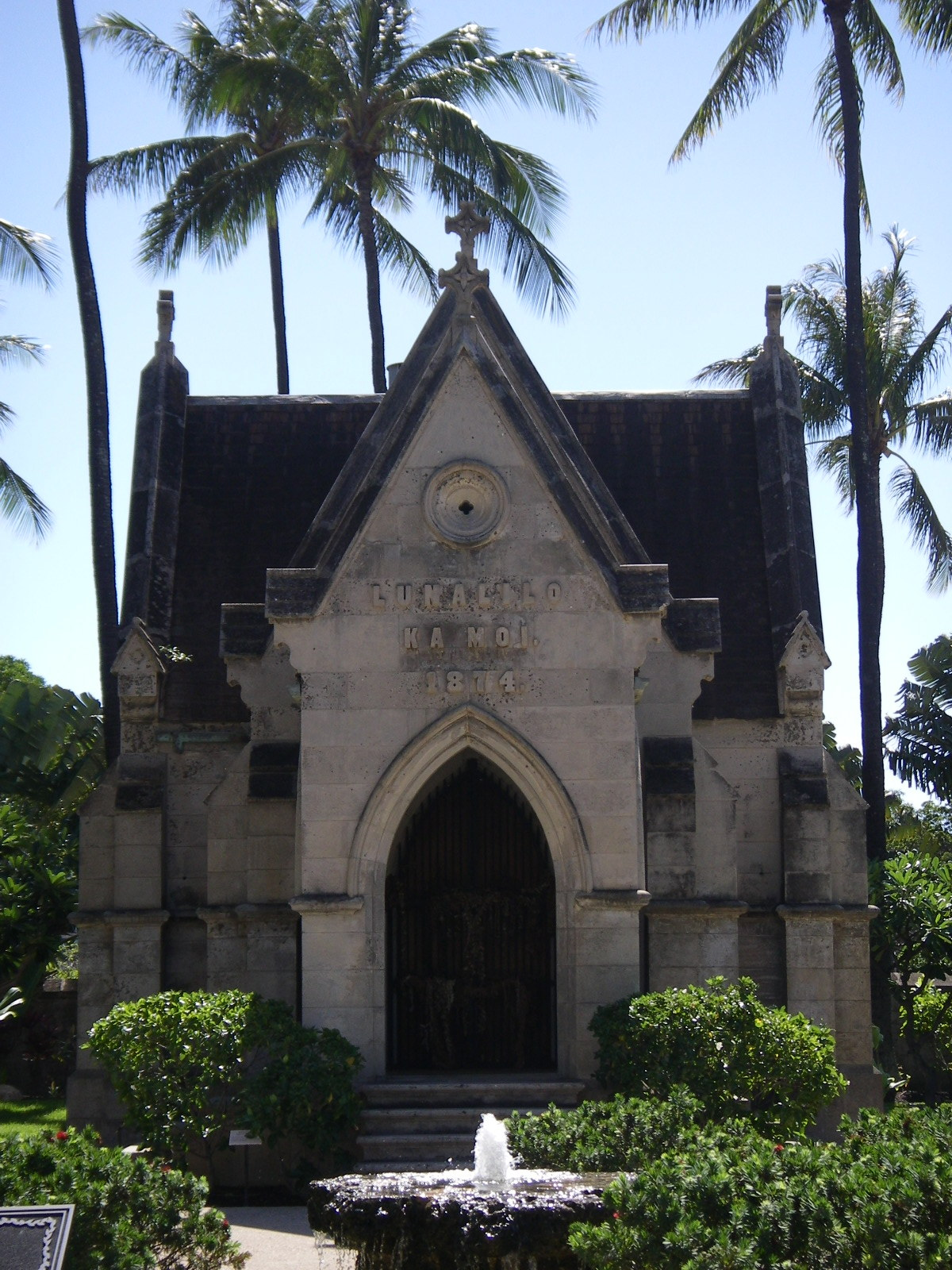
路納利羅之墓

路納利羅在位期間身體健康狀況並不好。他有許多不利於健康的習慣。例如，他像許多夏威夷君主一樣，喜好酗酒。大約在夏威夷軍隊發生嘩變的時候，國王的肺部受到疾病的感染。為了恢復健康，他遷往凱魯阿-柯納（Kailua-Kona）養病。幾個月之後，在1874年2月3日，路納利羅國王死于肺結核，享年39歲。共統治了1年又25天。
臨終前，他希望把自己埋葬在民眾的墳墓之間，而不是專門埋葬國王和酋長的夏威夷皇家陵園裏。1875年，路納利羅的遺體被從皇家陵園移葬於卡瓦雅豪教堂。據送葬的目擊者稱，當時突然有一場暴風雨來襲，21聲霹靂聲響徹在檀香山的上空。這就是著名的「21聲槍響向國王致敬」。

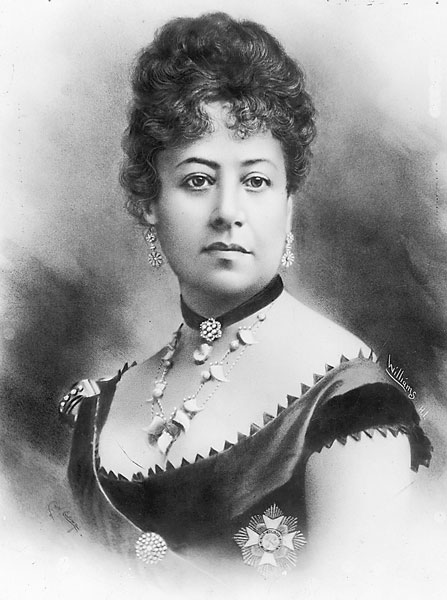
艾瑪王后

與前任國王一樣，路納利羅國王並未指定王位繼承人。他曾試圖讓艾瑪王后繼承王位，但在正式確立其王儲身份前，路納利羅就病逝了。至於艾瑪王后遲遲不被確立為王儲的原因，最普遍的觀點認為是由於路納利羅的民主政策：他希望讓民眾選出自己國家的王儲。然而根據1864年憲法，有權對國王競選進行投票的是立法院而不是民眾。最終，卡拉卡瓦擊敗了艾瑪王后，當選為下一任國王。

## 腳註
1. 1 2  A. Francis Judd, , his letters to J.R. Boyd in 1873-1874 (Hawaiian Historical Society), 1936: 27–43  [2010-01-17], （原始内容存档于2021-05-06）
2. ↑  English version by Makua Laiana. . Hawaiian Music and Hula Archives. Kaiulani Kanoa-Martin.   [2009-10-06]. （原始内容存档于2010-06-20）.
3. ↑  Norris W. Potter, Lawrence M. Kasdon, Ann Rayson, , Bess Press: 123, 2003, ISBN 9781573061506
4. ↑  . state archives digital collections. state of Hawaii.   [2009-11-27]. （原始内容存档于2011-10-07）.

## 外部連結
- Information on Hawaii and its history （页面存档备份，存于）
- William Charles Lunalilo 1835-1874 （页面存档备份，存于）
- Lunalilo elected king （页面存档备份，存于）
- The Honolulu Advertiser William Charles Lunalilo（页面存档备份，存于）
- International Market Place Queen Emma and King Lunalilo （页面存档备份，存于）

| 前任者： 卡美哈梅哈五世 （卡美哈梅哈王朝） | 夏威夷國王 （卡萊瑪瑪胡王朝） 1873年1月8日—1874年2月3日 | 繼任者： 卡拉卡瓦 （卡拉卡瓦王朝） |